# Eusa
Eusa (nom occità) (en francès Eauze) és una ciutat del departament francès del Gers, capital del cantó d'Eusa, amb gairebé 4.000 habitants i a 164 metres sobre el nivell del mar.

## Demografia
| Evolució de la població INSEE |       |       |       |       |      |       |       |       |
| 1793                          | 1800  | 1806  | 1821  | 1831  | 1836 | 1841  | 1846  | 1851  |
| 5 230                         | 3 618 | 3 692 | 3 698 | 3 564 | lac. | 3 840 | 3 915 | 4 082 |

| 1856  | 1861  | 1866  | 1872  | 1876  | 1881  | 1886  | 1891  | 1896  |
| ----- | ----- | ----- | ----- | ----- | ----- | ----- | ----- | ----- |
| 4 274 | 4 255 | 4 397 | 4 362 | 4 237 | 4 380 | 4 225 | 4 110 | 4 175 |

| 1901  | 1906  | 1911  | 1921  | 1926  | 1931  | 1936  | 1946  | 1954  |
| ----- | ----- | ----- | ----- | ----- | ----- | ----- | ----- | ----- |
| 4 012 | 3 797 | 3 592 | 3 361 | 3 482 | 3 513 | 3 620 | 3 661 | 3 612 |

| 1962  | 1968  | 1975  | 1982  | 1990  | 1999  | 2006 | 2011 | 2016 |
| ----- | ----- | ----- | ----- | ----- | ----- | ---- | ---- | ---- |
| 3 664 | 4 010 | 4 393 | 4 298 | 4 137 | 3 881 | -    | -    | -    |

| 2019 | - | - | - | - | - | - | - | - |
| ---- | - | - | - | - | - | - | - | - |
| -    | - | - | - | - | - | - | - | - |

## Història
Antiga Elusis, capital de la Novempopulania, fou destruïda pels bàrbars cap al 416. La vila es va reconstruir a l'edat mitjana en un turó junt a un monestir (Saint Luperc) fundat el 980 pel comte de Fesenzac. El 1088 el comte Aimeric de Fesenzac va donar el monestir a l'abadia de Cluny, però va conservar la senyoria de la vila, que es va anar expandint.

## Administració
| Període   | Identitat        | Partit        |
| --------- | ---------------- | ------------- |
| 2001-2008 | Pierre Pédussaut | PS            |
| 2008-     | Michel Gabas     | Divers droite |

## Agermanaments
- Ampuero